# Dziejosław
Dziejosław – polski herb szlachecki nadany w Królestwie Polskim.

## Opis herbu
Opis z wykorzystaniem klasycznych zasad blazonowania:
W polu błękitnym kotwica czarna, nad którą korona złota. klejnot: nad hełmem w koronie dwa skrzydła orle, między którymi gwiazda, wszystko srebrne. Labry: błękitne, podbite złotem.

## Najwcześniejsze wzmianki
Nadany 11 maja 1824 Karolowi Hoffmanowi, kontrolerowi generalnemu mennicy w Królestwie Polskim.

## Herbowni
Ponieważ herb pochodził z nobilitacji osobistej, prawo do niego ma tylko jedna rodzina herbownych:
Hoffman.